# Steganacarus herculeanus
Steganacarus herculeanus är en kvalsterart som beskrevs av Rainer Willmann 1953. Steganacarus herculeanus ingår i släktet Steganacarus och familjen Phthiracaridae. Inga underarter finns listade i Catalogue of Life.